# Terceiro Livro de Crónicas
Terceiro Livro de Crónicas é um livro do escritor português António Lobo Antunes, publicado em 2006, pela Dom Quixote. Os textos desta obra foram publicados na revista Visão.

## Crónicas
- Onde a Mulher Teve Um Amor Feliz É a Sua Terra Natal;
- O Céu Está No Fundo do Mar;
- Da Vida das Marionetas;
- 078902630RH+;
- O Relógio;
- Virginia Woolf, os Relógios, Claudio & Bessie Smith;
- A Morte de Um Sonho Não É Menos Triste Que a Morte;
- Último Domingo de Outubro;
- Cor Local;
- Tango do Emigrante;
- Chega a Uma Altura
- Uma Curva de Rio a Sorrir Para os Pombos;
- Você;
- Uma Laranja Na Mão;
- Ninguém É mais Pobre Que os Mortos;
- Eles, no Jardim;
- E Pronto;
- De Como Morri às Tuas Mãos;
- Dalila;
- Crónica Que Não Me Rala um Chavo Como Ficou.